# Gewoon muisjesmos
Gewoon muisjesmos (Grimmia pulvinata) is een soort uit het geslacht muisjesmos (Grimmia). Het is de meest voorkomende soort binnen het geslacht en komt bijna wereldwijd voor. De soort leeft voornamelijk in gematigde streken, tot op hoogtes van 3000 m.

## Determinatie
Gewoon muisjesmos is een topkapselmos dat compacte pollen vormt; soms groeien deze uit tot kussens. In matig vochtige tot natte toestanden zijn de planten groen met grijze glans en in droge toestand zijn ze zwartachtig tot blauwgroen zijn met eveneens een grijze glans. De rechtopstaande, 1–2 cm lange stengels van de gametofyten zijn gevorkt.
De spiraalvormig gerangschikte, langwerpige, lancetvormige bladeren zijn licht gebogen als ze droog zijn en staan rechtop tot ze plat liggen, steken uit als ze nat zijn, 2–3 mm lang, niet gerimpeld, met een brede, opgerolde, hele rand en een duidelijke nerf. De punt is enigszins afgestompt en er komt plotseling een lange, gladde, witte glazen haar uit. De cellen in het midden van het blad zijn afgerond tot vierkant, met een verdikte wand, aan de bladbasis zijn ze 2 tot 4 keer langer dan breed.
De bruinachtige sporofyt, 2–5 mm lang, steekt uit de punt van de stam en dus uit het moskussen, wordt aanvankelijk naar beneden gebogen en komt tijdens het rijpen weer rechtop te staan. Het hangende tot horizontale, bruine kapsel is bolvormig tot eivormig en heeft acht tot tien longitudinale ribben en zestien wrattenachtige, rode, vaak gespleten tanden aan de punt. Het dopvormige kapseldeksel heeft een korte snavel en wordt verhoogd door een centrale kolom. Ook de gelobde hoed (calyptra) is dopvormig.

## Ecologie
Doordat het kan groeien op een breed spectrum van pH's kan het op verschillende rotsen en overleven. Het mos wordt echter voornamelijk aangetroffen op oppervlakken als mortel en boomstammen.

### Syntaxonomie
In de syntaxonomie staat gewoon muisjesmos te boek als kensoort voor de muisjesmos-associatie (Orthotricho-Grimmietum).

## Verspreiding
Het verspreidingsgebied van gewoon muisjesmos omvat alle gematigde streken van de wereld.

## Fotogalerij

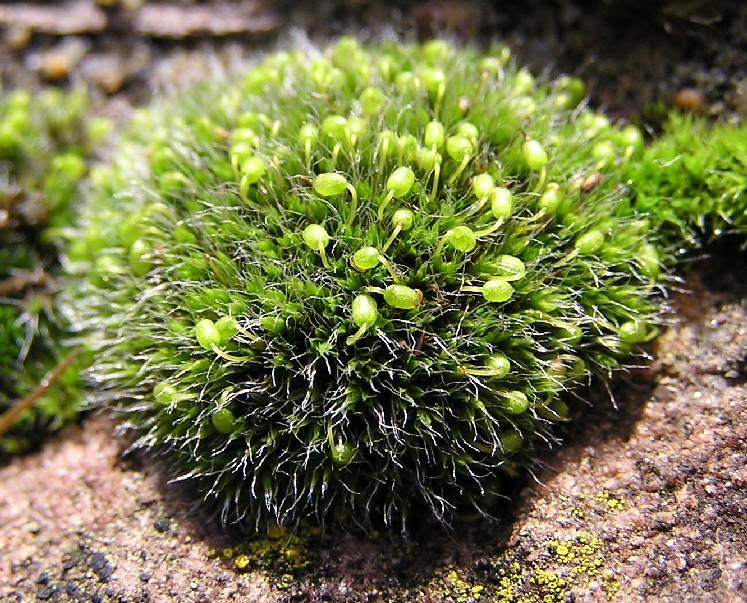
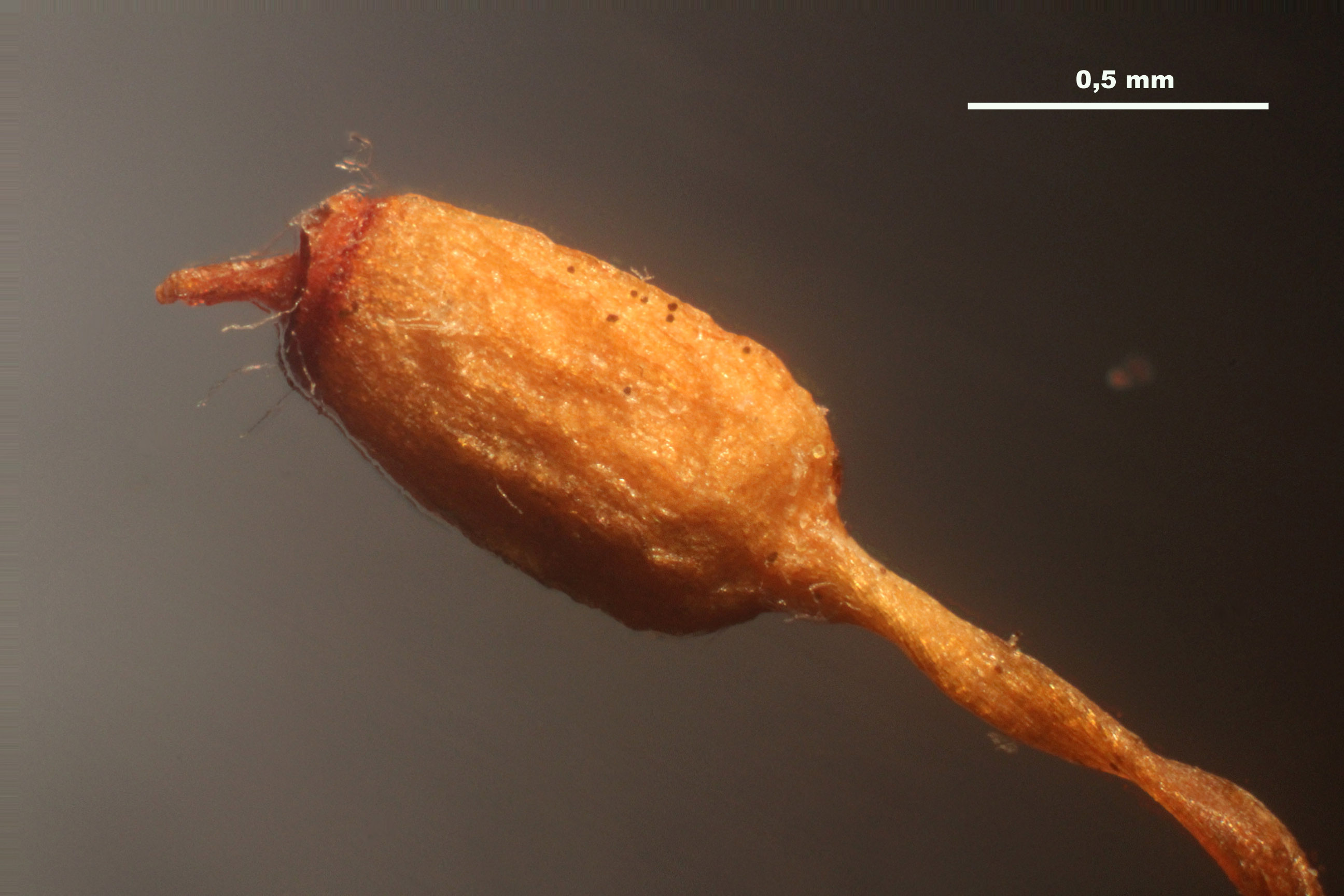
Sporenkapsel
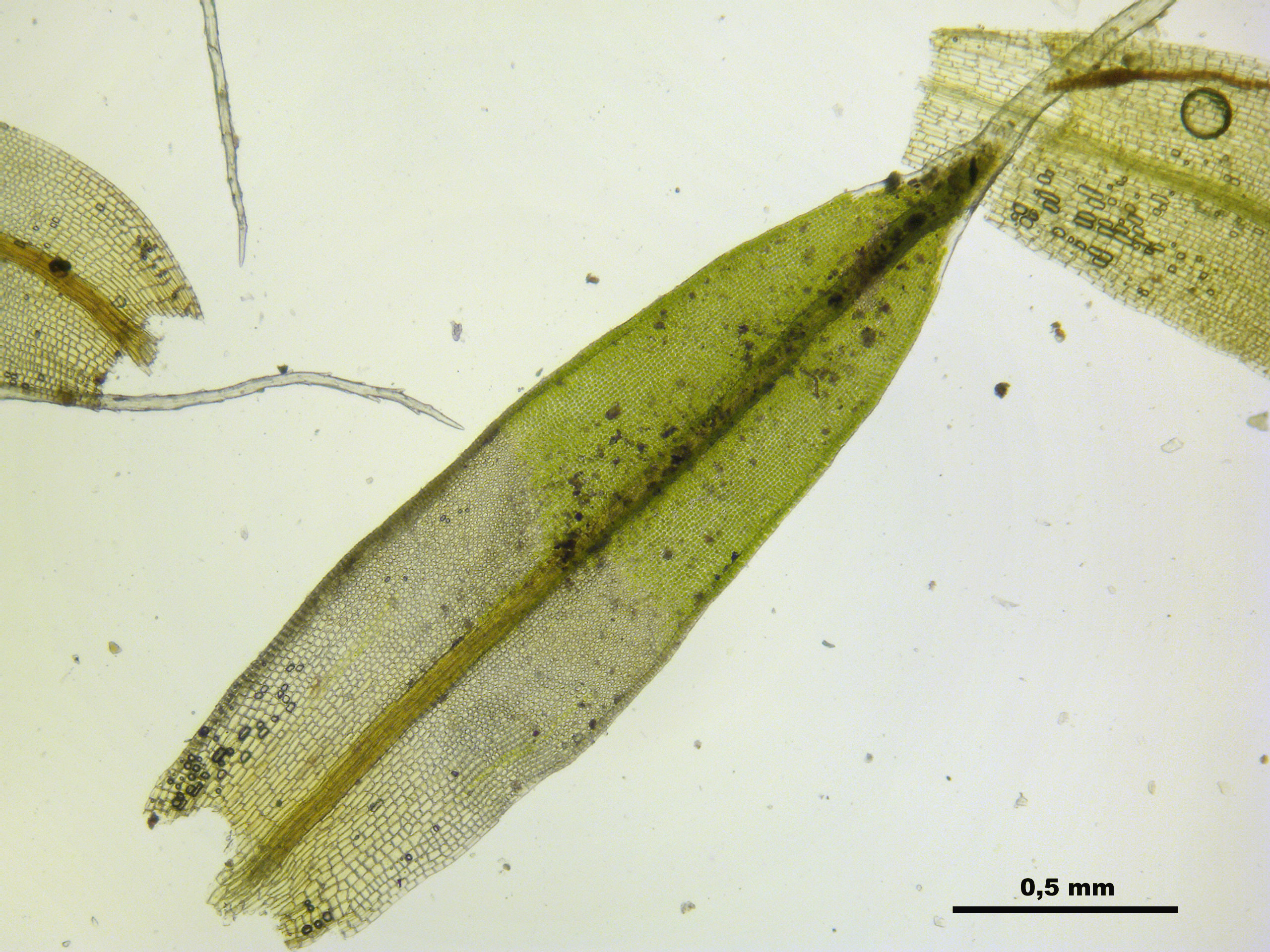
Blad
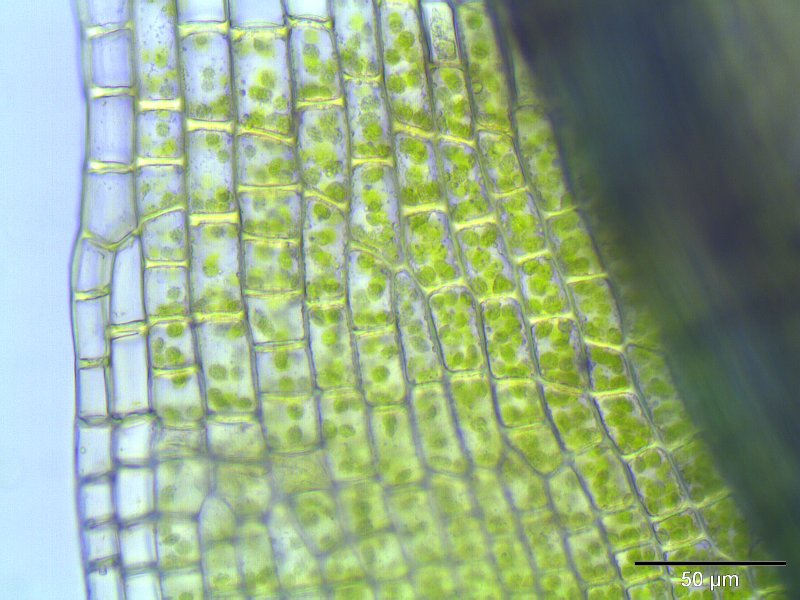
Bladcellen